# フォルガリーア
フォルガリーア（イタリア語: Folgaria）は、イタリア共和国トレンティーノ＝アルト・アディジェ州トレント自治県にある、人口約3,200人の基礎自治体（コムーネ）。

## 地理

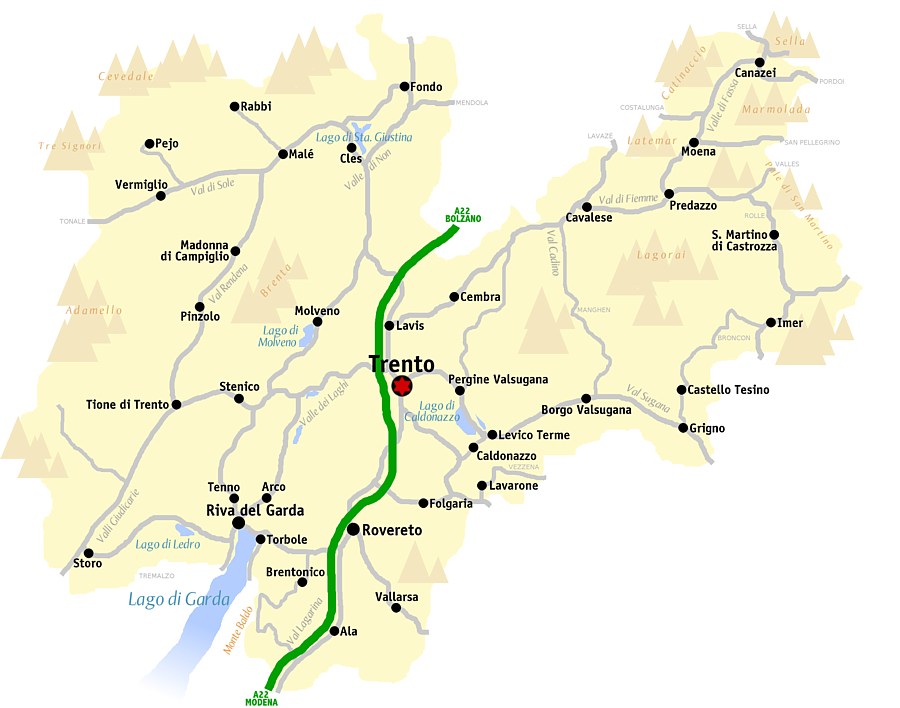
トレント県概略図

### 位置・広がり
トレント自治県南部に位置するコムーネ。県都トレントから南南東へ18kmの距離にある。

#### 隣接コムーネ
隣接するコムーネは以下の通り。括弧内のVIはヴィチェンツァ県所属を示す。
| - アルトピアーノ・デッラ・ヴィゴラーナ (チェンタ・サン・ニコロ) - ベゼネッロ - カルドナッツォ - カッリアーノ - ラーギ (VI) - ラステバッセ (VI) - ラヴァローネ - ロヴェレート - テッラニョーロ |

## 行政

### Comunità di valle
トレント自治県が設置した広域行政組織 Comunità di valle のひとつ「アルティピアニ・チンブリ」 (it:Magnifica Comunità degli Altipiani cimbri)  （事務所所在地: ラヴァローネ）に属する。

### 分離集落
フォルガリーアには、以下の分離集落（フラツィオーネ）がある。
- Carbonare, Costa, Guardia, Mezzomonte, Nosellari, San Sebastiano, Serrada

## 住民

### 言語
| 少数言語話者の割合（2011年） | 少数言語話者の割合（2011年） | 少数言語話者の割合（2011年） | 少数言語話者の割合（2011年） | 少数言語話者の割合（2011年） |
| ---------------------------- | ---------------------------- | ---------------------------- | ---------------------------- | ---------------------------- |
|                              |                              |                              |                              |                              |
| ラディン語                   | ラディン語                   |                              | 0.0%                         | 0.0%                         |
| モケーニ語                   | モケーニ語                   |                              | 0.0%                         | 0.0%                         |
| チンブロ語                   | チンブロ語                   |                              | 7.9%                         | 7.9%                         |

2011年10月9日に行われた国勢調査によれば、住民3151人中249人（7.9%）がチンブロ語話者である。チンブロ語話者数はルゼルナ（238人）よりも多く、最多のコムーネとなっている。

## 姉妹都市
- Heringsdorf、ドイツ